# Vplivnež
Vplivnež oz. tržni influencer je oblika trženja na družbenih medijih, ki vključuje potrdila in promocijo izdelkov, ki jih izvajajo vplivneži, ljudje in organizacije, ki imajo domnevno strokovno raven znanja ali družbeni vpliv na svojem področju. Vplivne vsebine so lahko označene kot izpovedno oglaševanje; vplivneži imajo vlogo potencialnega kupca ali so lahko vključeni kot tretje osebe. Te tretje osebe lahko vidimo v dobavni verigi (kot so trgovci na drobno ali proizvajalci) ali kot vplivne osebe z dodano vrednostjo, kot so novinarji, akademiki, industrijski analitiki in strokovni svetovalci.
Vplivnež je vplivna oseba, ki preizkuša mnogo različnih izdelkov ali storitev, ter preko spleta in socialnih medijev o njih obvešča svoje sledilce. Influencerji imajo ponavadi na spletu veliko število sledilcev, ki si pri nakupovanju pomagajo z njihovimi priporočili. Od kar so se pojavili spletni influencerji, ki se po občinstvu lahko kosajo s klasičnimi mediji, kot npr. televizijo, so postali vedno bolj zanimivi tudi za podjetja, ki želijo preko njih razširiti svoja marketinška sporočila in promovirati svoje izdelke ali storitve. Tej novi obliki marketinga pravimo influencer marketing.
Vplivneži, ki pokrivajo določene tematike (blogerji, športniki, znane osebnosti, itd.) in so pri tem pristni imajo ponavadi precej sledilcev, bralcev in oboževalcev. Z njimi se ljudje precej bolj poistovetijo, kot pa se poistovetijo z ljudmi iz oglasov, ki so objavljene na spletnem mestu. Influencerji imajo svoje kanale preko katerih komunicirajo in če jih znajo podjetja preproznati in jim pri tem dati možnost, da so sami kreativni, so takšne akcije lahko precej bolj uspešne, kot pa neskončno všečkov na Facebooku.
Influencer marketing je v ustvarjanje vsebin preko svojih influencerjev – za blagovne znamke, za storitve, za izdelke. Te vsebine so lahko različni testi, omembe znamk, fotografije ali kakšen drug material, ki jih influencerji objavljajo na svojih družbenih omrežjih, ali na svojih medijih.